# Condado de Fernán Núñez
El condado de Fernán Nuñez es un título nobiliario español creado por el rey Felipe IV por decreto de 16 de abril de 1639 a favor de Alonso Estacio Gutiérrez de los Rios y Angulo. Su denominación hace referencia al municipio andaluz de Fernán Núñez, en la provincia de Córdoba. Se le concedió la Grandeza de España el 23 de diciembre de 1728 y se elevó a ducado de Fernán Núñez en 1817.

## Condes de Fernán Núñez
- Alonso Estacio Gutiérrez de los Ríos y Angulo, I conde de Fernán Núñez.[1]

Se casó en primeras nupcias con María de Argote; en segundas con Antonia Manuel de Guzmán; y en terceras nupcias en 1641 con María Antonia Ponce de León y Messía.  Le sucedió una nieta del tercer matrimonio:
- Ana Antonia de los Ríos Quesada (m. 1680), II condesa de Fernán Núñez.[1]

Se casó el 31 de julio de 1643 con Diego Gutiérrez de los Ríos. Le sucedió su hijo;
- Francisco Diego Gutiérrez de los Ríos, III conde  de Fernán Núñez.[1]

Contrajo matrimonio el 9 de abril de 1676 con Catalina Zapata de Mendoza (m. 13 de febrero de 1681). Le sucedió su hijo;
- Pedro José Gutiérrez de los Ríos y Zapata, IV conde de Fernán Núñez.[1]

Se casó con Ana Gutiérrez de los Ríos. Le sucedió su hermano;
- José Diego Gutiérrez de los Ríos y Zapata, V conde de Fernán Núñez.[1]

Contrajo matrimonio el 28 de septiembre de 1739 con Charlotte Felicitas de Rohan Chabot. Le sucedió su hijo;
- Carlos José Gutiérrez de los Ríos, VI conde de Fernán Núñez.[1]

Se casó el 23 de octubre de 1777 con María Esclavitud Sarmiento de Sotomayor. Le sucedió su hijo;
- Carlos José Gutiérrez de los Ríos, VII conde de de Fernán Núñez y I duque de Fernán Nuñez.[1]

Contrajo matrimonio el 29 de octubre de 1798 con María Vicenta de Solís Wignancourt, VI duquesa de Montellano.